# Sitcom (film)
Pour les articles homonymes, voir Sitcom (homonymie).
Pour plus de détails, voir Fiche technique et Distribution.
Sitcom est un film français réalisé par François Ozon, sorti en 1998.

## Synopsis
Dans une maison d'un quartier chic, une famille bourgeoise mène une vie sans histoires : le père ingénieur, la mère adepte des cours de gym et des séances de psychothérapie, la fille artiste et le fils studieux, étudiant en droit. Cette existence paisible et bien rangée est troublée par l'arrivée d'un rat blanc dont le père de famille fait un jour cadeau aux siens. Au contact de l'animal, les penchants les plus inattendus de chacun des membres de la famille se révèlent, à commencer par le fils qui annonce son homosexualité au cours d'un dîner familial.

## Fiche technique
- Titre original : Sitcom
- Réalisation : François Ozon
- Scénario : François Ozon
- Photographie : Yorick Le Saux
- Montage : Dominique Petrot
- Musique : Éric Neveux
- Costumes : Hervé Poeydomenge
- Producteurs : Olivier Delbosc, Marc Missonnier
- Pays :  France
- Genre : comédie noire et thriller
- Durée : 85 minutes
- Budget de production : 1,5 million de francs (soit 230 000 € )[1]
- Format : couleur
- Dates de sortie : 
  - France : 27 mai 1998
  - Belgique : 21 octobre 1998
- Film interdit aux moins de 12 ans lors de sa sortie en France

## Distribution
- Évelyne Dandry : Hélène, la mère
- François Marthouret : Jean, le père
- Marina de Van : Sophie, la fille
- Adrien de Van : Nicolas, le fils
- Lucia Sanchez : Maria, la domestique espagnole
- Stéphane Rideau : David, petit-ami de Sophie
- Jules-Emmanuel Eyoum Deido : Abdu, mari de Maria
- Jean Douchet : Le psychothérapeute
- Sébastien Charles : le garçon aux courgettes
- Vincent Vizioz : Le garçon aux cheveux roux
- Kiwani Kojo : Le garçon au piercing
- Gilles Frilay : L’homme aux moustaches
- Antoine Fischer : Le petit garçon

## Thèmes
- la sexualité (l'inceste, l'homosexualité, le sadomasochisme, la pédophilie…)
- la famille
- le genre de la sitcom

## Tournage
La majorité des scènes intérieures et extérieures de la maison familiale a été tournée à L'Etang-la-Ville. La scène de l'enterrement est tournée au cimetière de Louveciennes.